# 中日スポーツ
中日スポーツ（ちゅうにちスポーツ）は、中日新聞社発行の日本の東海・北陸地方を主な販売地域とする日刊スポーツ新聞である。1954年（昭和29年）2月25日創刊。略称中スポ（ちゅうスポ）。発行部数は216,983部（2025年1月）。

## 概略

### 歴史
大東亜戦争（太平洋戦争・第二次世界大戦）終結に伴い、職業野球が再開され、中部日本新聞社傘下の『中部日本軍』（旧・名古屋軍。現・中日ドラゴンズ）も活動を再開した。
当時の中部日本新聞社（現：中日新聞社）では、プロ野球関係の記事については「中日ウィークリー」〔1948年（昭和23年）9月3日・発刊〕で掲載していたが、プロ野球がセ・パによる2リーグ制に移行したのを機に、1950年（昭和25年）3月17日に週刊紙（タブロイド紙。8ページ。10円）として独立した。1面を写真で見せたほか、プロ野球の戦評・サイドニュース、競輪や競馬記事なども独立させ、その当時中部地区へ進出を狙っていた東西の各スポーツ紙の出ばなをくじく事になった。1953年（昭和28年）から日刊紙へ移行する計画が練られていたが、広告スポンサーが集まらず、計画実現を阻んでいた。しかし、地元広告代理店三晃社の創業社長松波金弥が中部日本新聞社社長与良ヱ（当時）と掛け合い、広告欄を全て買い切ると表明。これを受けて与良は日刊化を最終決断した。
1954年（昭和29年）2月1日、名古屋市中区御幸本町通の旧社屋にあった編集局の西側に「中日スポーツ編集部」が12人体制で発足、全国の日刊スポーツ紙では6番目の「中日スポーツ」が誕生した。ページ数も4ページ（中日スポーツとしての創刊年月日より）→6ページ〔1958年（昭和33年）4月1日〜〕→8ページ〔1962年（昭和37年）4月1日〜〕と年を追うごとに増やしていく。1962年（昭和37年）10月1日、新聞業界初の事業部制実施を機に、編集局の「中日スポーツ編集部」→現在の「中日スポーツ総局」へ昇格し、同日より読者の要望に応える紙面刷新を行う。1964年（昭和39年）4月1日からは10ページに増やす。
1966年（昭和41年）11月3日に東京競馬場で開催された第54回天皇賞（秋）を前に、東京中日新聞（後の東京中日スポーツ）と共同でHITAC（日立製）3010電子データ選別装置による出走馬11頭の戦力分析を行い、「中日が初めてギャンブルにコンピュータを使用した」と週刊誌で話題になる。

### 販売エリア
東海3県（愛知県、岐阜県、三重県）と静岡県、滋賀県、北陸地方（富山県、石川県、福井県）の全域だが、長野県の一部地域及び和歌山県新宮市も販売エリアである。その他、京都府以西の近畿圏でも一部で販売が行われている。
- 東海地方向けの紙面は、（名古屋の）中日新聞本社が制作・印刷・発行を担当する。
- 大阪市の南部や神戸市の都心部の一部地域[注釈 2]、中日新聞大阪支社[注釈 3] では、キヨスクを含む駅売店・コンビニ、スタンド売り店舗において、最終版（5版）を発売している[注釈 4]。
- 北陸地方向けの紙面（「石川・富山版」）は、金沢市の北陸本社が印刷・発行を担当するものの、北陸地方向けの紙面も発行元表記は他地域向けと同様に『中日新聞社』となっており、（名古屋の）本社の住所・電話番号が記載されている。ただ1980年代には、北陸地方向け紙面の題字下に「金沢印刷版」と記載されていた時期があった[4]。*なお2017年10月から、石川県における競合地方紙となる北國新聞社の系列である「ショセキ」の工場にて委託印刷を行っている[5]。
- 福井県・滋賀県向けの紙面（「福井・滋賀版」[注釈 5] ）は北陸本社発行で、「日刊県民福井」の印刷を担当する岐阜市にある中日新聞岐阜工場で印刷している。
- 京都府では、京都市内のキヨスクを含む駅売店・コンビニにおいて、福井・滋賀版を販売している。かつては京都市内の駅売店に限って、名古屋版を販売していた。
- 静岡県では、西部・中部向けは中日スポーツのみの扱いで、浜松市の東海本社が印刷する。東部・伊豆では東京本社発行のトーチュウと併売していたが、2022年現在は中スポが宅配のみ、トーチュウは宅配に加えJR東海道線熱海駅と伊東線伊東駅の売店で駅売りが行われている。コンビニでは両紙ともに販売されていない。
- 販売エリア以外に居住している場合（東京中日スポーツの販売エリアに居住している場合も含む）に限り、郵送による購読が可能。反対に東京中日スポーツの郵送による購読は東京中日スポーツの販売エリア以外に居住している場合（中日スポーツの販売エリアに居住している場合も含む）に限り可能。いずれの場合も送料が加算される。

### 紙面構成

#### 題字とその配置
創刊以来、題字ロゴの形式を一度も変えていない。他紙が題字をやや左に寄せて、右端に1頁の大見出しを出しているが、中スポの場合、創刊当初から1990年代序盤までは1頁上段右端に題字を載せ、左側に広告や主要記事目次（3項目程度）を載せて、その下に1面大見出しを掲載していた。その後、他紙同様題字をやや左にずらし、右端上段から大見出しを出すようになっていった。
2020年1月31日付まで『中スポ』（赤地白文字で130円と記してあった）を1頁右端に出し、『中日スポーツ』は左端に小さく出ている（東京中日スポーツ<東京本社>もほぼ同じようなデザイン形態である）。目次は「中スポ」の文字の下に入れている。また現在の小サイズの題字になる前まで（概ね2000年代前半まで）は「中日スポーツ」の上に「ス」を挟む形で白抜き文字「THE CHUNICHI SPORTS」を入れていた。2020年2月1日付から『中日スポーツ』の題字（空色）が『中スポ』に代わる形で1面右端に掲示している。

#### ドラゴンズ優先主義
1面トップ及び2〜3面は、中日新聞社の完全子会社であるプロ野球中日ドラゴンズの記事を中心に掲載している。勝利した翌日はもちろん、敗戦・引分けした翌日も、試合がなかった翌日も、そしてシーズンオフの時期も、他ジャンルで重大な話題が出てこない限り原則ドラゴンズ一面にこだわる。このため、東海地方を中心とする多くのドラゴンズファンが愛読している。1993年からは倉橋寛による4コマ漫画『おれたちゃドラゴンズ』を掲載している。
主に2面に掲載される「きょうのプロ野球」の欄には当日の対戦カード、予告先発に加え、カードごとに東海地方で視聴可能なTV（BS・CS含む）、ラジオの局名、放送開始時刻（中日戦の場合は解説者）も表記される。

#### 他競技、地元チームとの関係
「販売エリアである中部地方出身のスポーツ選手・チームを応援する」というスタンスの記事作りが心がけられており、高橋尚子（岐阜出身、中日新聞客員）を広告キャラクターに用いたり、イチロー（愛知出身）や松井秀喜（石川出身）（イチローは高校生時代から、松井はメジャーリーグ進出後ではあるが）、マラソンの野口みずき（三重出身）やいずれもフィギュアスケートの中野友加里、安藤美姫、浅田舞・真央姉妹（全員愛知出身）といったアスリートの応援記事を書いている。
2005年秋以降、地元志向を一層強烈に打ち出すようになり、同年11月15日付では自社主催事業ながら軟式野球大会の結果を一面トップとした。
サッカーでは中日新聞社が出資参加しているJ1名古屋グランパスエイトを中心にした記事が多いが、他に販売エリア内に本拠地を置く清水エスパルスやジュビロ磐田、J3藤枝MYFC、アスルクラロ沼津、FC岐阜関連の記事も掲載される。バスケットボールではJPBLに所属する名古屋ダイヤモンドドルフィンズ、シーホース三河及び豊田通商ファイティングイーグルス名古屋、B3.LEAGUEに所属する豊田合成スコーピオンズ、アイシン・エィ・ダブリュ アレイオンズ安城（全て愛知県内が本拠地）、及びWリーグのトヨタ自動車アンテロープス、アイシン・エィ・ダブリュ ウィングス、さらにデンソーアイリス（全て愛知県内が本拠地）の記事は掲載されるが、同様に販売エリア内に本拠地を置くJPBLの浜松・東三河→三遠ネオ・フェニックス関連の記事は、2010年初頭までは掲載されなかった。

#### 熱中競馬
中央競馬面については従来、中京従場開催(主に3月・12月)以外の西日本主場及び中京従場開催の全レースとそれ以外の特別・最終レースの馬柱を掲載していたが、2012年6月30日付より東日本も含めた開催場全レース（最大36レース）の馬柱を掲載開始。2013年4月からはサンケイスポーツに代わってブロック紙3社連合を構成する西日本新聞社発行の西日本スポーツへの紙面供給に乗り出したが、西スポは2023年3月限りで紙面の発行を取りやめ、Webサイト更新により随時発行する電子媒体に移行したため、中央競馬面の供給は終了した。
2015年10月31日付以降のG1ウィークの土・日限定で、中央競馬面を別刷り（日刊スポーツの西日本エリアと同様）にし、さらに2020年2月1日付以降は中央競馬全開催日にも拡大するとともに、東京中日スポーツと合同で『熱中競馬』のサブタイトルを導入した。但し、本紙（スポーツ・中央競馬以外の公営競技・テレビ面・芸能など）と区分けするために、別刷りのページ数を数字の「1・2・3…」ではなくアルファベットの「A・B・C…」に代えてある。
なお、中日スポーツはデイリースポーツとも紙面提携をしており、松山弘平、浜中俊の両現役騎手のコラムをデイリーの競馬面に提供しているほか、紙面版休刊前の東京中日スポーツと西日本スポーツの4社協働企画として連載記事や読者懸賞「アタック4」などの提携を結んでいたことがある。

#### 公営競技
中央競馬以外の公営競技については、販売エリア内で特に盛んなBOAT RACEを積極的に取り上げている。中でもSG、プレミアムGIなどビッグレースが行われる時は、これを見開き2ページで展開した上に、地元開催も大きく取り上げるので、BOAT RACEだけで4ページ以上を使うこともある。
地方競馬は、名古屋競馬場、笠松競馬場、金沢競馬場、園田競馬場、姫路競馬場のレースを大きく取り上げる。競輪は愛知県内の名古屋・豊橋、岐阜県内の岐阜と大垣、三重県の四日市と松阪で行われるレース、オートレースは浜松オートレース場の出走表を掲載している。

#### モータースポーツ
他紙があまり扱うことのなかったモータースポーツ関連の記事を、F1ブームが起こる前より掲載している（トーチュウも同様）。前述の2008年3月の紙面刷新で、トーチュウに掲載している「F1 EXPRESS」(2009年3月より「MOTOR EXPRESS」に改題)面が、本紙においてもほぼ同じ内容で掲載されるようになった（以前は独自編集の記事だった）。

#### 芸能・その他
風俗店などの広告は掲載しているものの、駅売り版・宅配版ともアダルト面は設けていない（この事もあり、創刊当初からスポーツ紙でありながら、宅配件数は全国でも有数）。中日新聞社では家庭で安心して読めるスポーツ新聞を基本理念としているが、実際は中日の傍系組織『名古屋タイムズ社』が2008年まで発行していた夕刊大衆紙名古屋タイムズおよびその全国版レジャーニューズとの棲み分けを図る意味の方が強かった。
芸能面ではジャニーズ事務所関連の記事が多く、モータースポーツをテーマとした近藤真彦、長野博、堂本光一の連載コラムも掲載されている。
以前は最終面をテレビ欄に当てたが、2003年春以降は最終面の前の見開き2ページで掲載しており、右面に当該地域のテレビ欄を（ドラマ・映画の番組欄には2行の解説記事を掲載）、また左面にはテレビ番組の解説とラジオ、BSデジタル、衛星放送（J SPORTS）の番組を掲載しており、最終面はニュース面（ダブル1面　主として芸能関連）としていた。しかし2008年3月下旬に行われた紙面刷新で、最終面を再びテレビ欄に戻し（休刊日前日は全面広告となり、中面2面分に2日分のテレビ欄を掲載）、テレビ解説とBS等は最終面の前の芸能面と新設の特報面よりさらに手前の頁に掲載されるようになった。日刊スポーツの大阪・名古屋・西部版も最終面はテレビ欄が掲載されていたが、日刊が2011年4月の紙面刷新で最終面がダブル1面になったため、中日スポーツが日本のスポーツ紙で唯一、最終面は一般紙と同様にテレビ欄である（但し土・日曜は分刷「熱中競馬」のためテレビ欄は中面にて掲載）。

### 姉妹紙・関連紙
- 東京中日スポーツ（中日新聞東京本社発行） - 関東地方（茨城県、栃木県、群馬県、埼玉県、千葉県、東京都、神奈川県、西部を除く静岡県。以前は名古屋でも一部駅売店などで販売されていた）

中日スポーツの紙面には、「東京へ行ったら 東京中日スポーツ」という小さな広告が載っており、逆に東京中日スポーツの紙面には「名古屋へ行ったら 中日スポーツ」という同様の広告が載っている（どちらも記事などの都合でこの広告が載らない日もある）。
- 中日新聞（中日新聞社本部発行）・北陸中日新聞・日刊県民福井（以上中日新聞北陸本社発行）・東京新聞（中日新聞東京本社発行） - 販売エリアなど詳細は関連項目を参照。中日新聞のスポーツ面に関しては、中スポ総局とは別に設けられている一般紙としての「運動部」が担当していることもあり、中スポの一部解説者が論評を行う程度で、記者レベルの交流などはない。
- 西日本スポーツ（西日本新聞社発行） - 基から芸能・社会と一般スポーツ（九州地方関係は除く）の記事については中スポ、トーチュウからの記事提供を受けていたが、2013年4月2日より中央競馬面の記事もそれまでのサンケイスポーツ（産経新聞大阪本社）に代わって中スポから供給を受け、2023年（令和5年）3月の紙版休刊まで掲載した。その後、競馬面は中スポからの提供は維持したが、芸能・社会面と一部の一般スポーツ記事は2015年7月にデイリースポーツ（神戸新聞社発行）の提供記事に切り替わった。
- 中スポ・トーチュウ・デイリー・西スポ（2023年3月まで）の4紙では共同で特別企画や「アタック4」と称した読者プレゼント企画を年に数回実施している。また、デイリー向けには競馬騎手コラム（松山弘平・浜中俊）を中スポより提供している。

## 番組表
放送局末尾の数字はリモコンキーID。

### 最終面
- 2011年10月のBSデジタル放送のチャンネル追加に伴い、これまで中面に4分の1サイズで掲載していた民放BS局の内、主要6局が最終面に移動し、ハーフサイズに拡大された。

広域（愛知・岐阜・三重 (含伊賀地域)）
- フルサイズ - NHK総合 3（名古屋）、CBCテレビ 5、東海テレビ 1、テレビ愛知 10、メ～テレ 6、中京テレビ 4
- ハーフサイズ - NHK Eテレ 2（名古屋）、三重MTV 7、ぎふチャン 8、NHK BS BS1、WOWOWプライム BS9
- 3分の1サイズ - BS日テレ BS4、BS朝日 BS5、BS-TBS BS6、BSテレ東 BS7、BSフジ BS8
- 4分の1サイズ - BS11 イレブン BS11、BS12 トゥエルビ BS12

静岡
- フルサイズ - NHK総合 1（静岡）、NHK Eテレ 2（静岡）、テレしず 8、静岡朝日テレビ 5、SBS静岡放送 6、Daiichi-TV 4
- ハーフサイズ - NHK BS BS1、WOWOW プライム BS9
- 3分の1サイズ - CBCテレビ、東海テレビ、BS日テレ BS4、BS朝日 BS5、BS-TBS BS6、BSテレ東 BS7、BSフジ BS8
- 4分の1サイズ - メ～テレ、中京テレビ、テレビ愛知、BS11 イレブン BS11、BS12 トゥエルビ BS12

長野
- フルサイズ - NHK総合 1（長野）、NHK Eテレ 2（長野）、長野放送 8、長野朝日放送 5、信越放送 6、テレビ信州 4
- ハーフサイズ および3分の1サイズおよび4分の1サイズ - 静岡版と同一

北陸（石川・富山）
- フルサイズ - NHK総合 石川1・富山3（金沢・富山）、石川テレビ 8、MROテレビ 6、HAB 5、テレビ金沢 4、BBT 8
- ハーフサイズ - KNBテレビ 1、チューリップ 6、NHK Eテレ 石川2・富山2（NHK金沢放送局・NHK富山放送局）、NHK BS BS1、WOWOWプライム BS9
- 3分の1サイズ - BS日テレ、BS朝日、BS-TBS、BSテレ東、BSフジ
- 4分の1サイズ - BS11 イレブン BS11、BS12 トゥエルビ BS12

福滋（福井・滋賀）
- フルサイズ - NHK総合 1（福井）、NHK Eテレ 2（福井）、福井テレビ 8、FBCテレビ 7、MBSテレビ 4、カンテレ 8
- ハーフサイズ -  読売YTV、NHK BS BS1、WOWOWプライム BS9
- 3分の1サイズ - ABCテレビ、びわ湖BBC、BS日テレ、BS朝日、BS-TBS、BSテレ東、BSフジ
- 4分の1サイズ - 京都KBS、BS11 イレブン BS11、BS12 トゥエルビ BS12

### 中面
- 番組解説、ラジオ（AMおよびFM）およびBSの番組表を掲載。なお、ラジオ以外は各地域共通サイズ。
- 番組解説においては、番組名・名古屋での放送局・時間を書いた後に東京・静岡・長野・大阪・石川・富山・福井の順でネット局を掲載している。

ただし、テレビ愛知で放送されるテレビ東京系列の番組で、テレビ大阪・びわ湖放送（独立UHF放送局）で放映される場合でも、「テレビ大阪」「びわ湖」の表示はない。また、テレビ東京の番組であっても、ぎふチャン、三重テレビで放送される場合は掲載される。
- 局名表記で明記する場合は次の通り。太字は名古屋地区での放送局。
  - TBS系列 - CBC、ネット=TBS、SBS、信越、MBS、MRO、チューリップ
  - フジテレビ系列 - 東海、ネット=フジ、テレしず、長野、カンテレ、石川、BBT、福井
  - テレビ東京系列 - テレビ愛知、ネット=テレビ東京、ぎふ、三重
  - テレビ朝日系列 - メ～テレ、ネット=テレビ朝日、静岡朝日、長野朝日、ABC、HAB
  - 日本テレビ系列 - 中京、ネット=日本、静岡第一、信州、読売、金沢、KNB、FBC
- 時差ネット（当日に限る）や飛び乗り等で在名局と放送開始時間が異なる場合は順番が入れ替わり同時ネット局を一通り表記してから最後に局名と放送開始時間が表記される、在名局がこれに該当する場合は在名局の放送開始時間を通常の表記してからその他のネット局を一通り表記して放送開始時間を表記する。
- 静岡県の放送局表記については静岡朝日テレビは2005年3月に「あさひテレビ」、静岡第一テレビは2008年12月26日に「だいいち」と変更しているが、2016年1月1日に同局の呼称が「Daiichi-TV」に変更されてからも引き続き「だいいち」のままであったが、2016年10月から「静岡第一」の表記に戻された。テレビ静岡は、局名表記をそのままで記載していたが、2019年からは「テレしず」の愛称で表記している。なお、静岡朝日テレビは2020年9月末から15年ぶりに「静岡朝日」の表記に戻された。
- 福井・滋賀版に掲載されているMBSテレビは、2011年7月23日まで「毎日MBS」と表記されていた。また福井・滋賀版では2015年3月30日に関西テレビ放送の表記が「関西KTV」から「カンテレ」に変更された。また京都市など、京都府南部で直接受信・ないしはケーブルテレビ区域外再放送を行っているテレビ大阪については収録されていない（中日新聞の滋賀版には記載あり）。
- 広域（愛知・岐阜・三重）版に掲載されている放送局表記は、2014年3月31日まで「CBC中日」「東海THK」「中京CTV」と表記されていたのが翌日（4月1日）から「CBCテレビ」「東海テレビ」「中京テレビ」の表記に変更された。
- 福井県では、TBS系列の局が存在しないため、ケーブルテレビを介して視聴可能なことが多い前述のMROなどを掲載している。

#### BS
- 4分の1サイズ -NHK BSP4K BS4K 1、NHK BS8K BS8K 2、BS10 BS10、囲碁・将棋チャンネル BS363、J SPORTS1、J SPORTS 2、J SPORTS 3、J SPORTS 4

※以前は、WOWOWライブ、WOWOWシネマ、スターチャンネル1 、BSスカパー!、釣りビジョンが掲載されていたが、閉局やレイアウト変更の都合により割愛となった。スターチャンネル1はチャンネル統合前に割愛されており、その後は一度も掲載されていない。
※2023年12月1日からBSプレミアムとBS4Kが統合された際、BS11イレブンとBS12トゥエルビが最終面のBSプレミアムが掲載されていた位置に移り、後釜にBS松竹東急とBSJapanext → BS10が入った。
※2025年7月1日から前日閉局したBS松竹東急に代わって囲碁・将棋チャンネルが入った。

#### ラジオ
広域
- 3分の1サイズ - NHKラジオ（第1。NHKラジオ第2は未収録）、CBCラジオ、TOKAI RADIO[注釈 11]、NHK-FM、FM AICHI、ZIP-FM、FM三重、FM GIFU
- 小サイズ - ラジオNIKKEI
- 極小サイズ - ぎふチャン

※2024年4月頃から、NHKラジオからCK、CBCラジオから中日の表記が消え、SF 東海ラジオ→TOKAI RADIOに変更になった。
長野　
- 3分の1サイズ - NHK-FM、NHKラジオ第1、FM長野、信越 SBC、TOKAI RADIO、CBCラジオ
- 4分の1サイズ - NHKラジオ第2
- 極小サイズ - ラジオNIKKEI

※FM長野、CBC、TOKAI RADIOのみ、親局等の周波数が記載されている。
静岡
- 3分の1サイズ - NHK-FM、K-MIX、FM AICHI、FM Haro!、SBSラジオ、NHKラジオ第1、CBCラジオ、TOKAI RADIO
- 4分の1サイズ - NHKラジオ第2
- 極小サイズ - ラジオNIKKEI

北陸
- 3分の1サイズ - NHKラジオ第1、MROラジオ、KNBラジオ、NHK-FM、FM石川、FMとやま
- 4分の1サイズ - NHKラジオ第2
- 極小サイズ - ラジオNIKKEI

福滋
- 3分の1サイズ - NHKラジオ第1、滋賀KBS、福井FBCラジオ、NHK-FM、FM福井、e-radio
- 4分の1サイズ - NHKラジオ第2
- 極小サイズ - ラジオNIKKEI

## 競技別解説者

### 野球解説者（現在）
一部を除き、系列の東京中日スポーツの評論家を兼任しているので、便宜上名古屋本部・東京本社ごとに分けて記載する。

#### 名古屋本部担当
- 川又米利（1998年〜2001年、2005年〜2011年、2014年〜）
- 小松辰雄（1998年〜）
- 彦野利勝（1999年〜2011年、2014年〜）
- 今中慎二（2002年〜2011年、2014年〜）
- 川上憲伸（2016年〜）
- 岩瀬仁紀（2019年〜）
- 吉見一起（2021年〜）
- 福留孝介（2023年〜）
- 荒木雅博（2024年〜）

#### 東京本社担当
- 与田剛（2001年〜2015年、2023年〜）
- 井端弘和（2019年〜）

### サッカー解説者（現在）
- 中西哲生（東京中日スポーツ兼任）
- 望月重良（コラム「Jファイル」を執筆している）
- 藤川久孝（元名古屋選手、現・愛知東邦大学サッカー部監督）
- 西ヶ谷隆之（元名古屋選手、現・中京大学体育会サッカー部監督）
- 沢入重雄（元名古屋選手、現・中京大学体育会サッカー部チームディレクター）
- 平野孝（元名古屋選手）
- 米山篤志（元名古屋選手・現・東京23フットボールクラブ監督）

### 競馬解説者（競馬担当記者）
- 落合成年（CTV中央競馬実況中継解説者）
- 草野武志（KEIBA BEAT・中京編解説者、グリーンチャンネルパドック〔中京開催分〕解説者）
- 山田数夫（KEIBA BEAT・中京編解説者、グリーンチャンネルパドック〔中京開催分〕解説者）
- 大野英樹（KEIBA BEAT・中京編解説者、グリーンチャンネルパドック〔中京開催分〕解説者）
- 黒柳勝博（KEIBA BEAT・中京編解説者、グリーンチャンネルパドック〔中京開催分〕解説者）
- 若原隆宏（獣医師でもあり、アカデミックな切り口のコラム「競馬は科学だ」（毎週金曜）、「馬券は科学だ」（開催日の予想）を連載中。グリーンチャンネルパドック〔関西主場開催分〕解説者、トラックマンTV出演[注釈 12]）

### その他競技解説者
- 山崎照朝（格闘技評論家、東京中日スポーツ兼任、本紙ではコラムを掲載）
- 八角信芳（大相撲。東京中日スポーツ兼任。本紙ではコラムを掲載）

## コラム

### セブンデイズ
2008年3月までは「セブンアイ」のタイトルで連載されていた。毎日日替わりで各界の著名人によって執筆されている。東京中日スポーツでも連載されている。

#### 現在の執筆者
- 増島みどり（スポーツジャーナリスト）
- 高田実彦（スポーツジャーナリスト、元中日スポーツ記者・編集委員）
- ねじめ正一（作家）
- 安部龍太郎（作家）
- 湯浅景元（中京大学教授）
- 米長邦雄（棋士)
- 三遊亭円丈（落語家）

#### 過去の執筆者
- 落合恵子
- 神谷不二
- 海老沢泰久
- 鈴木明
- 佐藤直子

### 私は見た!
作家・高橋治の大相撲に関するコラム。1990年から2012年まで大相撲の本場所開催中は毎日掲載された。東京中日スポーツでも同様に本場所開催中に毎日掲載。

## 広告

### CMについて
- 東海地方でシェアが多いことなどから、中日新聞同様に頻繁にCMは放送されていない。
- 過去には、地元民放ラジオ局の東海ラジオ・CBCラジオ、FM愛知でラジオCMが放送されていたが、現在は放送されていない。
- 現在放映されているTVCMに関しては、数種類のCMの内容は10年近く変っていないほか、過去に中日ドラゴンズに在籍していた福留孝介がナゴヤドームで放ったサヨナラホームランの紙面を使用しているCMもあった。また競馬で1979年の日本ダービー（カツラノハイセイコが優勝）の写真を用いたCMも長年に渡って使用していた。

提供番組
- うまDOKI － KBS京都制作。ネット局の三重テレビ放送のみ

取材協力・協賛
- 中日スポーツニュース（三重テレビ放送　毎晩22時台（平日は三重テレビ ワイドニュース第2部）、平日23時台のミニスポーツニュース）

### 広告その他
- ナゴヤドーム － 天井に近い部分にある、広告ポイント（ナゴヤドームをほぼ1周している部分）

## 発行所
- 郵便番号460-8511　名古屋市中区三の丸一丁目6番1号　中日新聞名古屋本社内

### 印刷拠点
- 名古屋（三の丸・辻町）、大府、岐阜、中津川、浜松、金沢、白山

## 問題点
- ジャーナリストの藤代裕之は、2022年のロシアのウクライナ侵攻に関してロシア側のプロパガンダを配信していると批判している。信憑性の低いことで知られるイギリスのタブロイド紙「デイリー・メール」やロシア政府系の「スプートニク」などを情報源としていることから「コタツ記事」とも批判している。これに対し中日スポーツは、3月23日に「デジタル部門の記者とデスクが、ロシア政府系プロパガンダメディアとして認識できておらずネット配信してしまったのが経緯です。公開後、自社の外報部門などから当該記事の公開は検討した方がよいとの指摘を受け、「スプートニク」がどういうメディアなのかという言及も記事になかったことも考え、記事公開を取り消しすべきと判断しました。報道引用に関しては、ウクライナ問題をはじめ深刻な事案では特に、海外メディアの報道内容を取り上げる時には複数のソースにあたるなどして記者がまず事実確認することを原則とし、デスクがチェックしての配信を徹底するよう指示しました〔ママ〕」と答えた[7]。